# Rennes School of Business
Rennes School of Business er en europæisk business school med campusser i Rennes. Skolen, der blev grundlagt i 1990. Rennes blev placeret på en 56. plads blandt de europæiske business schools i 2019 af Financial Times. Rennes har ligeledes et PhD-program såvel som adskillige Master-programmer inden for specifikke managementområder, såsom marketing, finans eller iværksætteri.
Rennes SB programmer har de tre internationale akkrediteringer AMBA, EQUIS og AACSB. Skolen har over 13.800 alumner inden for handel og politik.